# Catumiri petropolium
Espèce
Catumiri petropolium est une espèce d'araignées mygalomorphes de la famille des Theraphosidae.

## Distribution
Cette espèce est endémique de l'État de Rio de Janeiro au Brésil,.

## Description
Le mâle holotype mesure 14,00 mm.
La femelle décrite par Galleti-Lima, Indicatti et Guadanucci en 2021 mesure 16,7 mm.

## Étymologie
Son nom d'espèce lui a été donné en référence au lieu de sa découverte, Petrópolis.

## Publication originale
- Guadanucci, 2004 : « Description of Catumiri n. gen. and three new species (Theraphosidae: Ischnocolinae). » Zootaxa, no 671, p. 1-14.